# Отреагиране
Отреагиране (абреакция) е психоаналитичен термин, обозначаващ появата на изтласкан афект в съзнанието. Понякога е метод за връщане на потиснати травматични събития. Когато дадени чувства и емоции се потиснат поради травматичния си характер, те впоследствие могат да се върнат обратно, особено типично е това за процеса на анализа и при преноса върху аналитика. Отреагирането се появява, когато афектът и вербализацията навлязат в съзнанието едновременно. В началото на кариерата си психоаналитикът Карл Юнг изразява интереса си към отреагирането, или това, което той свързва с „теория на травмата“, но по-късно решава, че това си има своите ограничения, засягащи лечението на неврози.